# Крюгер, Ганс
Ганс Эрих Курт Крюгер (нем. Hans Erich Kurt Krüger; 1 июля 1909, Позен, Германская империя — 8 февраля 1988, Вартенберг, ФРГ) — немецкий сельскохозяйственный инспектор, гауптштурмфюрер СС, военный преступник, начальник полиции безопасности в Ивано-Франковске.

## Биография
Ганс Крюгер родился 1 июля 1909 года в Позене в семье учителя частной торговой школы. С 1914 года посещал среднюю школу в немецкой гимназии. После окончания Первой мировой войны в 1918 году был вынужден эмигрировать с семьёй в Германию. Его отец не нашёл работу и обедневшая семья переехала в Луккенвальде, где в 1923 году Крюгер окончил местную гимназию. В 1925 году сдал экзамен по сельскому хозяйству и бухгалтерскому учёту, а потом работал в двух дворянских поместьях. С 1928 года помогал родителям управлять продуктовым магазином и куриной фермой в Штангенхагене. С 1930 по 1933 год был безработным.
В 1925 году присоединился к правоэкстремистскому союзу «Стальной шлем». С 1 апреля 1929 года состоял в Штурмовых отрядах. 1 сентября 1930 года вступил в НСДАП (билет № 336924). С мая по ноябрь 1933 был начальником полицейского участка в концлагере Ораниенбург. В 1934 году получил звание «Старого борца» нацистской партии и возглавил биржу труда в Луккенвальде. В марте 1938 году поступил на службу в полицию безопасности в Берлине. 1 мая 1938 года был зачислен в ряды СС (№ 293735) и получил звание гауптштурмфюрера.
В сентябре 1939 года Крюгер участвовал в польской кампании в составе айнзацкоманды 1 под руководством Отто Зенса. В ноябре 1939 года был назначен директором учебной школы СД в Закопане, где обучал украинских националистов из Галиции. После начала войны с Советским Союзом 22 июня 1941 года был зачислен в айнзацкоманду особого назначения под руководством Карла Шёнгарта и вместе с ним был причастен к убийству львовских профессоров. 26 июля 1941 года прибыл в Станисла́в и во флигеле здания суда было создано отделение полиции безопасности (позже комиссариат пограничной полиции), возглавляемое Крюгером до августа 1942 года. В зону его ответственности входил округ Станислава, город Калуш, а также район вокруг города Рогатин. Персонал ведомства состоял всего лишь из 30 немецких служащих, большинство которых прибыло из Кракова, но в подчинении у Крюгера также имелись добровольцы из местных фольксдойче и украинской милиции.
2 августа 1941 года отдал приказ зарегистрировать всех учителей, адвокатов, врачей, инженеров, раввинов и других людей из числа польской интеллигенции. Из 800 человек лишь 200 были отпущены как незаменимые специалисты, а остальные были расстреляны и закопаны в лесу.
6 октября 1941 года руководил карательной акцией в маленьком городке Надворная. 2000 евреев были согнаны на торговую площадь, а потом доставлены в близлежащий перелесок, где с помощью полиции безопасности, 133-го запасного полицейского батальона и украинской вспомогательной полиции были расстреляны. 
12 октября 1941 года организовал так называемое «Кровавое воскресенье Станислава», во время которого более 20 000 евреев были собраны вместе и отправлены на кладбище, где было уничтожено от 10 000 до 12 000 человек. Расстрелы продолжались до наступления темноты. Начиная с 1 декабря 1941 года в дистрикте Галиция были проведены множество расстрельных акций, в том числе в Рогатине, Станиславе, а также в Делятине и Калуше, в ходе которых были убиты тысячи евреев. 1 марта 1942 года по распоряжению Крюгера были арестованы евреи из Станиславского гетто, а 1 апреля 1942 года они были депортированы в лагерь смерти Белжец и там убиты в газовой камере. События 6 и 12 октября считаются началом «окончательного решения еврейского вопроса» в польском Генерал-губернаторстве, поскольку в этой области впервые были уничтожены женщины, дети и мужчины всех возрастов. Сам Крюгер заявил, что мотивом послужило ограниченная вместимость самих гетто. Немецкий историк Дитер Поль указывает на пограничную ситуацию с Карпатской Украиной, в которой венгры вытесняли тысячи евреев, проживавших там или бежавших туда с оккупированных немцами территорий.
В августе 1942 года Крюгер был отозван в Берлин, где находился под стражей в связи с обвинением по поводу обогащения за счёт ценностей убитых, пока Генрих Гиммлер не прекратил следствие после вмешательства Карла Шёнгарта. В 1943 году был разжалован до унтерштурмфюрера СС и переведён во Францию, где стал командиром полиции безопасности и СД в Шалон-сюр-Соне. На этом посту также был причастен  к военным преступлениям. Крюгер расстрелял шесть гражданских лиц и поджёг несколько домов с целью прекращения атак движения сопротивления. В начале сентября 1944 года оставил пост из-за продвижения войск антигитлеровской коалиции.

### После войны
В конце войны был взят в плен в Нидерландах. Во время заключения 3 февраля 1947 году суд в Дижоне заочно приговорил Крюгера к смертной казни. 9 октября 1948 года был выпущен из плена. Крюгер жил в Людингхаузене, где работал торговым представителем оптовой фирмы по продаже скобяных изделий. В начале 1950-х годов тщетно пытался поступить на полицейскую службу или в органы по защите конституции. В 1954 году стал индивидуальным предпринимателем в строительной отрасли. С марта 1960 года был районным руководителем сети Otto GmbH в Мюнстере, занимающееся посылочной торговлей. С 1949 года по 1956 год был председателем земельной ассоциации немцев из Бранденбурга и Берлина. В 1954 году баллотировался от политической партии союз изгнанных и бесправных (СИБ) в ландтаг земли Северный Рейн-Вестфалия, но проиграл.
После того как в Израиле появилась книга о преступлениях нацистов, дортмундский прокурор провёл в отношении Крюгера расследование и 9 января 1962 года он был арестован и помещен в следственный изолятор. Крюгеру вменялось в вину убийство 24 875 человек. 18 апреля 1966 года над Крюгером и другими бывшими сотрудников полиции безопасности в Станиславе начался судебный процесс, который продлился два года. Предметом судебного разбирательства были массовые расстрелы еврейского населения  и массовые депортации евреев из Станислава в лагеря смерти в Польше. 6 мая 1968 года земельным судом Мюнстера Крюгер был приговорён к пожизненному заключению. 13 июля 1972 года федеральный верховный суд ФРГ отклонил апелляцию Крюгера, и приговор вступил в законную силу. 8 января 1987 года был досрочно освобождён. Умер 8 февраля 1988 года в Вартенберге.

## Комментарии
1. ↑  До 9 ноября 1962 года город Ивано-Франковск именовался Станисла́вом.